# Порто-Аццурро
Порто-Аццурро (італ. Porto Azzurro); раніше Порто-Лонгоне (італ. Porto Longone) — муніципалітет в Італії, у регіоні Тоскана,  провінція Ліворно.
Порто-Аццурро розташоване на відстані близько 200 км на північний захід від Рима, 135 км на південний захід від Флоренції, 90 км на південь від Ліворно.
Населення — 3723 особи (2014).
Щорічний фестиваль відбувається 26 липня. Покровитель — San Giacomo.

## Демографія
Населення за роками:

Станом на 1 січня 2023 року в муніципалітеті офіційно проживав 261 іноземець з 32 країн, серед них 133 громадяни країн Євросоюзу та 26 громадян України.

## Сусідні муніципалітети
- Каполівері
- Портоферрайо
- Ріо-Марина
- Ріо-нелл'Ельба